# Abbath
Abbath е норвежка блек метъл група, формирана през 2015 г. от бившия китарист на Immortal Абат Дуум Окулта.

## История
През април 2015 г. списание „Metalhammer“ твърди, че Абат събира членове за нова група, по-специално Кинг ов Хел от God Seed и барабаниста Криейчър. Групата има намерение да влезе в студио, по-късно същата година, за да работи по дебютен албум. По време на първото им изпълнение на „Tuska Open Air 2015“, те изпълняват нова завършена песен, озаглавена „Fenrir Hunts“, която ще бъде част от предстоящия им албум. Дебютният им едноименен албум Abbath е издаден на 22 януари 2016 г. от Season of Mist. На 12 декември 2015 г. е обявено, че барабанистът Криейчър напуска групата. В началото на 2016 г. Гейб Сийбър, носещ маската на Криейчър, се присъединява като барабанист.

## Състав
| Настоящи членове - Абат Дуум Окулта – вокали и китара (2015 – ) - Кинг ов Хел – бас (2015 – ) - Силмает – китара (2016 – ) |  | Предишни членове - Криейчър – барабани (2015) |

## Дискография

### Албуми
- Abbath (2016)

## Abbath в България
- 26 януари 2016 – София[3]